# San Juanico el Nuevo
San Juanico el Nuevo es una localidad española del municipio de Camarzana de Tera, en la provincia de Zamora, y la comunidad autónoma de Castilla y León.

## Geografía
Pertenece a la comarca de Benavente y Los Valles, se encuentra situada en la carretera que une Cabañas de Tera y San Pedro de Ceque.

## Historia
Su nombre original era San Juan el Nuevo, lo que nos indica que se trata del pueblo más joven de la comarca: mientras que todos los demás nacieron en torno a los siglos X y XI, se pobló entre 1420 y 1440 con vecinos procedentes del cercano San Pedro de Ceque. San Juanico surgió como un pequeño anejo, en un proceso que vemos también entre Sitrama y Sitramina, Granucillo y Granucillino, o Congosta y Congostina. Con el tiempo, San Juanico fue adquiriendo más importancia hasta que acabó por absorber al término principal, San Juan.
En la Edad Media, el territorio en el que se asienta San Juanico quedó integrado en el Reino de León, siendo en la Edad Moderna una de las localidades que se integraron en la provincia de las Tierras del Conde de Benavente y dentro de esta en la receptoría de Benavente.
Al reestructurarse las provincias y crearse las actuales en 1833, San Juanico pasó a formar parte de la provincia de Zamora, dentro de la Región Leonesa, quedando integrada en 1834 en el partido judicial de Benavente.

## Demografía
| Gráfica de evolución demográfica de San Juanico el Nuevo entre 2000 y 2019 |
|                                                                            |

## Fiestas
- Festejos: San Juan Bautista, el 24 de junio, y San José, el 19 de marzo.
- Asociaciones: cuenta con la asociación de jubilados de San Juanico el Nuevo y la asociación juvenil-cultural de San Juanico el Nuevo.